# Moonlight Shadow
 (mars 2018).
Si vous disposez d'ouvrages ou d'articles de référence ou si vous connaissez des sites web de qualité traitant du thème abordé ici, merci de compléter l'article en donnant les références utiles à sa vérifiabilité et en les liant à la section « Notes et références ».
Singles de Mike Oldfield
Mistake Shadow on the Wall
Pistes de Crises
Crises In High Places
Moonlight Shadow est une chanson écrite, composée et interprétée par le musicien britannique Mike Oldfield. Sortie en single en mai 1983, elle est extraite de l'album Crises. Les paroles sont interprétées par la chanteuse écossaise Maggie Reilly, collaboratrice de Mike Oldfield depuis 1980.
La chanson connaît un succès commercial international, notamment en Europe où elle se classe en tête des ventes dans plusieurs pays. Elle marque le point culminant de la carrière de Mike Oldfield. Les paroles feraient référence au film Houdini le grand magicien ou à la mort de John Lennon.

## Paroles
Il a été suggéré[Par qui ?] que les paroles de la chanson faisaient allusion au meurtre de John Lennon, malgré le fait que le texte de la chanson ne correspond pas à cette tragédie. Ce dernier a été abattu de quatre projectiles juste avant 23 heures, alors que dans la chanson, il est 4 heures du matin et le nombre de coups est de six. De plus, Lennon a été abattu le 8 décembre 1980 durant une nuit de nouvelle lune, donc sans clair de lune (Moonlight Shadow). Enfin, l'événement que raconte la chanson se déroule un samedi soir, alors que Lennon a été tué un lundi soir.
Lorsqu'on lui a demandé si Moonlight Shadow faisait référence au meurtre de John Lennon, dans une interview de 1995, Oldfield a répondu :

« Pas vraiment… Eh bien, peut-être, quand j'y repense, peut-être que ça l'était. En fait, je suis arrivé à New York ce soir-là où il a été abattu et j'habitais chez Virgin Records à Perry Street, qui n'est qu'à quelques pâtés de maisons du Dakota Building où c'est arrivé, donc ça a probablement coulé dans mon subconscient. Le texte a été inspiré à l'origine par un film que j'aimais - Houdini le grand magicien, avec Tony Curtis, qui parlait de tentatives de contacter ce dernier après sa mort, par le biais du spiritisme… C'était à l'origine une chanson influencée par cela, mais beaucoup d'autres choses peuvent s'y être glissées sans que je m'en rende compte. »

## Classements et certifications
| Classement (1983)                      | Meilleure position |
| -------------------------------------- | ------------------ |
| Afrique du Sud (Springbok Radio)       | 7                  |
| Allemagne (Media Control AG)           | 2                  |
| Australie (Kent Music Report)          | 6                  |
| Autriche (Ö3 Austria Top 40)           | 1                  |
| Belgique (Flandre Ultratop 50 Singles) | 1                  |
| Belgique (Flandre VRT Top 30)          | 1                  |
| Espagne (AFYVE)                        | 1                  |
| Europe (Eurochart Hot 100)             | 1                  |
| France (SNEP)                          | 3                  |
| Irlande (IRMA)                         | 1                  |
| Italie (FIMI)                          | 1                  |
| Norvège (VG-lista)                     | 1                  |
| Nouvelle-Zélande (RMNZ)                | 3                  |
| Pays-Bas (Nederlandse Top 40)          | 2                  |
| Pays-Bas (Single Top 100)              | 1                  |
| Pologne (Classements Singles)          | 1                  |
| Royaume-Uni (UK Singles Chart)         | 4                  |
| Suède (Sverigetopplistan)              | 1                  |
| Suisse (Schweizer Hitparade)           | 1                  |

| Classement (1983)                      | Position |
| -------------------------------------- | -------- |
| Allemagne (Media Control AG)           | 3        |
| Australie (Kent Music Report)          | 52       |
| Autriche (Ö3 Austria Top 40)           | 1        |
| Belgique (Flandre Ultratop 50 Singles) | 7        |
| Italie (FIMI)                          | 6        |
| Pays-Bas (Nederlandse Top 40)          | 5        |
| Pays-Bas (Single Top 100)              | 11       |
| Suisse (Schweizer Hitparade)           | 2        |

### Certifications
| Pays              | Certification | Date             | Ventes certifiées |
| ----------------- | ------------- | ---------------- | ----------------- |
| Allemagne (BVMI)  | Or            | 1983             | 250 000           |
| Royaume-Uni (BPI) | Argent        | 1er juillet 1983 | 200 000           |

## Reprises
Moonlight Shadow est reprise par divers artistes.
Certaines versions ont eu les honneurs des hit-parades :
- L'adaptation en allemand sous le titre Nacht voll Schatten interprétée par Juliane Werding en 1983 (13e en Allemagne[34]).
- La version euro-trance de Groove Coverage en 2002 (3e en Allemagne, 5e en Autriche, 39e en Australie, 52e en Suisse, 50e en Belgique et 68e aux Pays-Bas[35]).
- En 2011, à l'échelon international, la version interprétée par Nolwenn Leroy, réorchestrée dans le cadre de son projet Bretonne. C'est le 17e single de la chanteuse et le premier single de cette réédition[pas clair]. Il se classe 48e en France et 32e en Belgique[36].

Parmi les autres artistes qui ont repris la chanson :
- Le groupe britannique The Shadows, dont la musique avait influencé Mike Oldfield, en fait une reprise instrumentale en 1986.
- En 2001, le groupe punk rock Scorefor sur la compilation Punk Chartbusters Vol. 4.
- Le groupe de bachata Hispanico Latino.
- Missing Heart (de) remixe cette chanson en deux versions (avec différence de voix).
- Gigi d'Agostino la remixe également.
- En 2009, Marcela Morelo la reprend en espagnol Luz del Cielo dans son album Otro Plan.
- En 2010, le groupe Vox Angeli dans son album Irlande.
- Le groupe ItaloBrothers dans le style handsup.
- En 2015, le groupe Blackmore's Night dans son album All Our Yesterdays.
- La vielliste et chanteuse allemande Patty Gurdy l'interprète, en s'accompagnant à la vielle à roue, dans son album Pest & Power, sorti en septembre 2019.
- Sound of Legend a sorti une reprise en 2024[37].

## Réutilisations
- Moonlight Shadow est utilisée par la chaîne de télévision française Direct 8 pour meubler les temps morts entre deux directs (avec des caméras filmant les couloirs de la chaîne) pendant les premiers mois de son lancement sur la TNT.